# ANK3
Анкирин 3 (анкирин G; ankG) — белок человека, принадлежащий к семейству анкиринов (название происходит от англ. anchor — якорь) и кодируемый геном ANK3 на 10-й хромосоме. Был изначально обнаружен в перехватах Ранвье и нервно-мышечных соединениях. Альтернативный сплайсинг порождает несколько форм белка, они могут быть экспрессированы и в других типах тканей и клеток.
Две крупнейшие изоформы анкирина-3, содержащие необычную серин-обогащённую последовательность, обнаруживаются только в нервной ткани.
Как считается, AnkG координирует сборку начального сегмента аксона (англ. axon initial segment, AIS) — области, активно вовлечённой в генерацию потенциалов действия. Возможно, постоянная экспрессия AnkG необходима для поддержания структуры начального сегмента и поддержания нейрона в «полярном состоянии» (морфологическое противопоставление дендрит↔аксон).
В сетчатке глаза AnkG локализован специфически в наружных сегментах палочек: здесь он предположительно обеспечивает закрепление ионных каналов, отворяемых циклическими нуклеотидами. Данные каналы участвуют в генерации электрических импульсов при падении света на сетчатку.
Также AnkG коэкспрессирован с натриевым каналом Nav1.5 в сердечной мышце.

## Клиническое значение
По данным исследований, вариации гена ANK3 у человека ассоциированы с риском биполярного расстройства.
Одна из мутаций гена SCN5A, вызывающая нарушение работы сердца — синдром Бругада 1, нарушает захват натриевых каналов анкирином-3 и закрепление их на кардиомиоцитах.